# Heinrich Schneider (Politiker, 1790)
Johann Heinrich Schneider (* 28. August 1790 in Michelstadt; † 13. Juli 1850 in Darmstadt) war ein hessischer Beamter und Politiker und Abgeordneter der 2. Kammer der Landstände des Großherzogtums Hessen.
Heinrich Schneider war der Sohn des Pfarrers und Philosophie-Professors Franz Heinrich Schneider und dessen Ehefrau Johanna Katharina, geborene Bunz. Schneider, der evangelischen Glaubens war, heiratete Katharina Charlotte geborene Korndörfer.
Schneider war Steuerrektifikator bei der Gemeinde-Kalkulatur der Regierung in Darmstadt. 1821 wurde er Revisor bei der dortigen Oberfinanzkammer und 1828 Rentamtmann in Gießen. 1849 wurde er pensioniert.
Von 1835 bis 1847 gehörte er der Zweiten Kammer der Landstände an. Er wurde für den Wahlbezirk Oberhessen 3/Heuchelheim gewählt.